# 板栗镇
板栗镇，是中华人民共和国云南省昭通市绥江县下辖的一个乡镇级行政单位。
2012年9月19日，云南省人民政府批复同意撤销板栗乡，设立板栗镇。

## 行政区划
板栗镇下辖以下地区：
板栗村、双河村、中岭村、中坝村、清水村、桂花村、关口村和罗坪村。